# 褐铁矿
褐鐵礦（英語：limonite）是一種常見的鐵礦，常形成於鐵礦床的氧化帶中，多以次生礦形態存在。也經常因沉積作用生成於河床、海床、沼澤中。不會形成晶體結構，通常為結核狀、乳狀、土塊狀出現。並具有放射狀的結構。常以其他礦物之假晶形態出現，如：黃鐵礦。陶瓷板條痕為黃棕色。為相當重要的鐵礦資源之一。
中藥「禹餘糧」(別稱：餘糧石、白禹餘、太一禹餘糧、石腦）即此礦物。

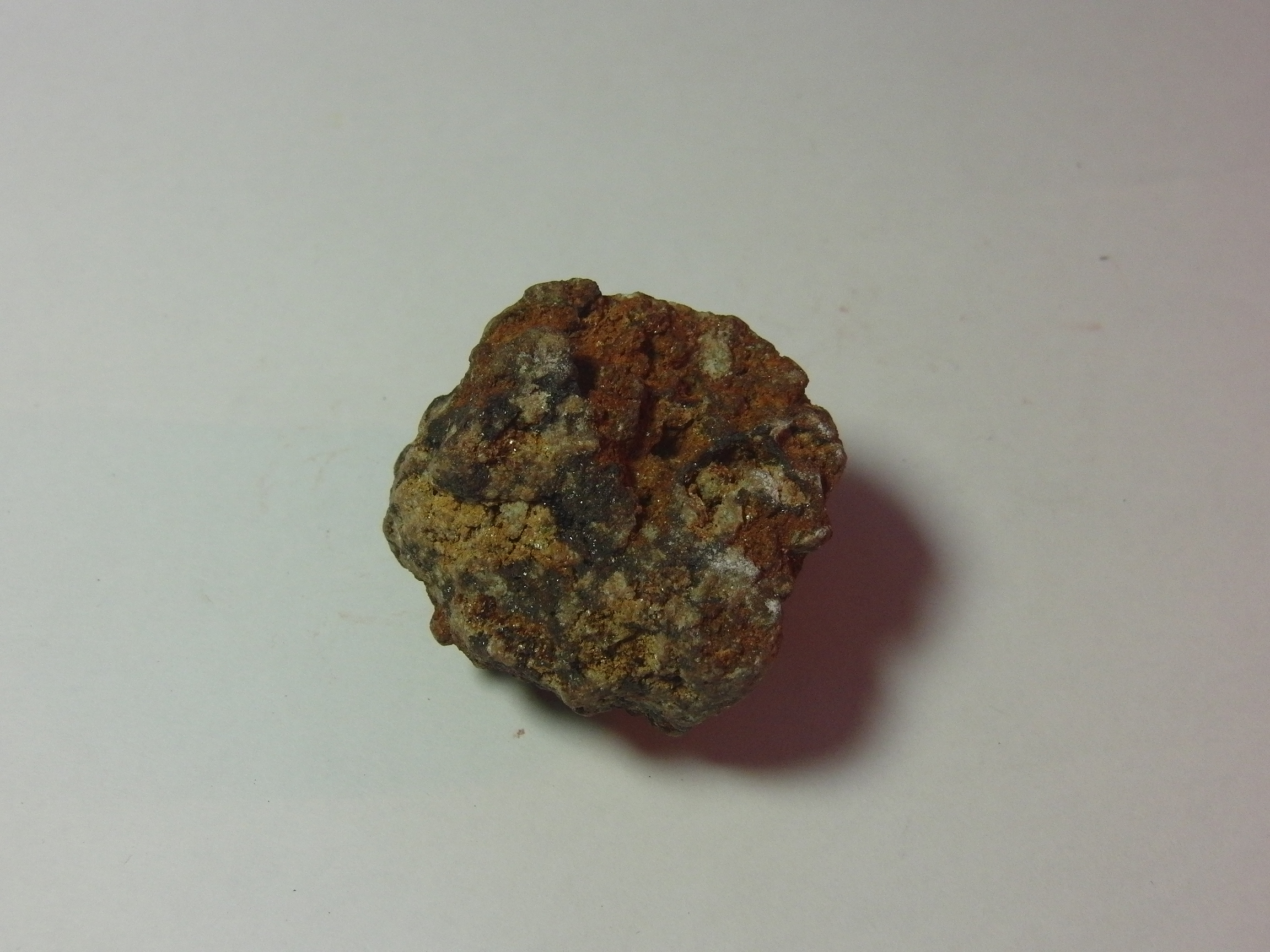
沉積形褐鐵礦。